# 藤垈の滝

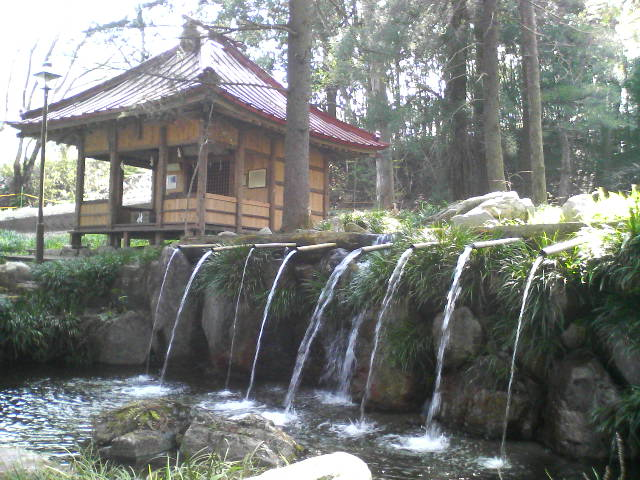
藤垈の滝

藤垈の滝（ふじぬたのたき）は、山梨県笛吹市にある滝。

## 概要
甲斐百八霊場に数えられる萬亀山向昌院の東側の芹沢不動尊前にある。不動林の中で湧き出した水が不動堂の前で8筋、高さ2mほどの滝となっている。滝の周辺は遊歩道、東屋、遊具、駐車場等が整備された自然公園「藤垈の滝　大窪いやしの杜公園」として開放されているが、向昌院が長慶寺であった頃は禊の場であったとされている。ここに湧き出る水は真夏でも水温が12度という冷水であり、暑さ凌ぎに観光客が訪れる。近年では滝から流れ出た小川に、約3,000株のミズバショウが植えられ、開花期の毎年4月中旬にも多くの観光客が訪れる。

## ギャラリー

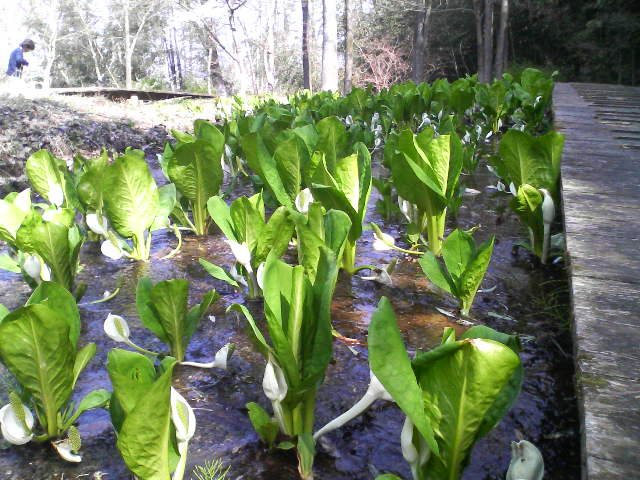
藤垈の滝：水芭蕉（2009年4月6日撮影）
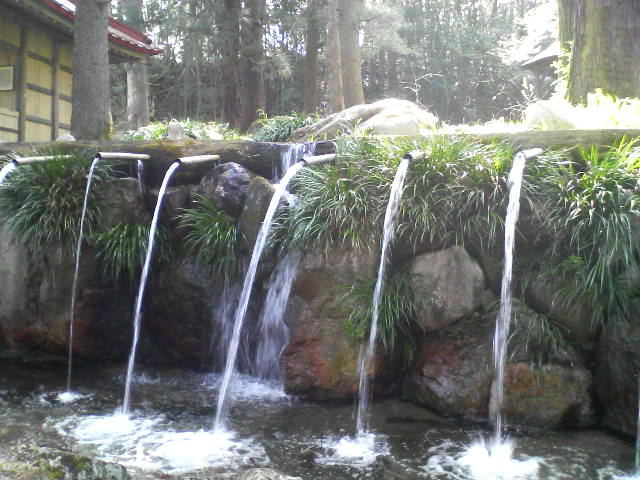
藤垈の滝